# Calosoma pseudocarabus
Calosoma pseudocarabus is een keversoort uit de familie van de loopkevers (Carabidae). De wetenschappelijke naam van de soort is voor het eerst geldig gepubliceerd in 1928 door Semenov & Redikorzev.
De kever wordt 17 tot 18 millimeter groot en is brachypteer (kan niet vliegen).
De soort komt alleen voor in het zuidoosten van Kazachstan op hoogtes van 2000 tot 2200 meter boven zeeniveau.